# Miguel Correa y García
Miguel Correa y García (Sevilla, 1 de agosto de 1832-Madrid, 31 de enero de 1900) fue un militar y político español.

## Biografía
Desempeñó el cargo ministro de la Guerra entre el 4 de octubre de 1897 y el 4 de marzo de 1899. Fue senador por la provincia de Logroño de 1898 a 1899 y senador vitalicio desde ese año. Falleció en 1900 en Madrid.